# En lille pose støj - Live
En Lille Pose Støj er et live-album udgivet af Kim Larsen & Kjukken den 29. oktober 2007. Albummet består af en dobbelt live-CD fra gruppens sommerturné 2006 samt af en DVD, der er optaget ultimo juni 2006.

## Sangliste (cd)
CD 1
1. En lille pose støj [live]
2. Strengelegen [live]
3. Rita [live]
4. Mig og Molly [live]
5. Hvis din far gi'r dig lov [live]
6. Det bedste til mig og mine venner [live]
7. This Is My Life [live]
8. Fremmed [live]
9. Fi-fi dong [live]
10. Jutlandia [live]
11. Sømand ombord [live]
12. Kloden drejer stille rundt [live]

CD 2
1. Midt om natten [live]
2. Lykkens pamfil [live]
3. Joanna [live]
4. Pianomand [live]
5. Kvinde min [live]
6. Køb bananer [live]
7. Gammel hankat [live]
8. Gør mig lykkelig [live]
9. Sammen & hver for sig [live]
10. Fru Sauterne [live]
11. Rabalderstræde [live]
12. Kringsat af Fjender [live]
13. Stille i verden [live]